# Emma Laird
Emma Laird (Escocia, 8 de septiembre de 1998) es una actriz británica. Principalmente conocida por interpretar el personaje de Iris, un papel principal, en la serie de Paramount+ Mayor of Kingstown y a Annabelle en la serie The Crowded Room. Además, ha sido incluida como uno de los «diez británicos a seguir» en 2021 por la revista Variety.

## Biografía
Laird comenzó su carrera en la actuación con papeles en los cortometrajes From Life (2018) y en In Conversation With a Goddess (2019). En abril de 2021, obtuvo su primer papel protagonista en la serie Mayor of Kingstown de Paramount + como Iris, «una bailarina que usa sus encantos para su beneficio, hasta que esos encantos se usan en su contra».
La revista estadounidense The Hollywood Reporter describió el manejo de las ofertas cinematográficas que simultáneamente ha recibido Laird como «iluminar el zumbido de la ciudad». En octubre de 2021, la revista estadounidense Variety incluyó a Laird en su lista anual de «diez británicos a seguir».
En 2022, se anunció que sería parte del elenco de actores de la película de suspense sobrenatural estadounidense A Haunting in Venice dirigida y protagonizada por Kenneth Branagh, basada en parte en la novela Las manzanas de Agatha Christie, que se estrenó el 15 de septiembre de 2023.
El 11 de abril de 2023, se conoció que Laird, junto a otros actores como Adrien Brody, Felicity Jones y Guy Pearce, protagonizarían la película de drama histórico, The Brutalist, que se estrenó en la 81.ª edición del Festival Internacional de Cine de Venecia el 1 de septiembre de 2024. También en 2023, la revista especializada Deadline Hollywood publicó que había sido seleccionada como parte del elenco de actores de la próxima película escrita por Jimmy Carr, Fackham Hall, una parodia de los dramas de época como Downton Abbey y Gosford Pak.
En febrero de 2025, Laird fue elegida como parte del elenco de la próxima película de comedia de Terry Gilliam, Carnival: At the End of Days.

## Filmografía

### Películas
| Año  | Título                          | Papel             | Notas            | Ref.   |
| ---- | ------------------------------- | ----------------- | ---------------- | ------ |
| 2018 | From Life                       | Mujer             | Cortometraje     | [ 2 ]  |
| 2019 | In Conversation With a Goddess  | La chica          | Cortometraje     | [ 2 ]  |
| 2023 | A Haunting in Venice            | Desdemona Holland | Debut en el cine | [ 11 ] |
| 2024 | The Brutalist                   | Audrey            |                  | [ 6 ]  |
| 2025 | Satisfaction                    | Lola              |                  | [ 12 ] |
| 2025 | 28 Years Later                  | Jimmima           | Posproducción    | [ 13 ] |
| 2026 | 28 Years Later: The Bone Temple | Jimmima           | Posproducción    | [ 13 ] |
| —    | Fackham Hall                    | Poppy             | Posproducción    | [ 14 ] |
| —    | Falling                         |                   | Posproducción    | [ 15 ] |
| —    | Blood on Snow                   |                   | Filmándose       | [ 16 ] |

### Televisión
| Año       | Título             | Papel     | Notas                         | Ref.   |
| --------- | ------------------ | --------- | ----------------------------- | ------ |
| 2021-2024 | Mayor of Kingstown | Iris      | Papel principal; 30 episodios | [ 2 ]  |
| 2023      | The Crowded Room   | Annabelle | Papel principal; 5 episodios  | [ 17 ] |
| —         | Neuromancer        | —         | Próxima serie                 | [ 18 ] |
| —         | Mint               | Shannon   | Próxima serie                 | [ 19 ] |

### Vídeos musicales
| Año  | Artista                       | Canción       | Papel | Ref.   |
| ---- | ----------------------------- | ------------- | ----- | ------ |
| 2013 | David Guetta & Martin Solveig | Thing For You | Chica | [ 20 ] |